# Campeonato Africano de Judo de 2017
El XXVI Campeonato Africano de Judo se celebró en Antananarivo (Madagascar) 14 y el 16 de abril de 2017 bajo la organización de la Unión Africana de Judo.
En total se disputaron dieciséis pruebas diferentes, ocho masculinas y ocho femeninas.

## Resultados

### Masculino
| Evento            | Oro                        | Plata                      | Bronce                                                     |
| ----------------- | -------------------------- | -------------------------- | ---------------------------------------------------------- |
| –60 kg            | Fraj Dhouibi Túnez         | Mohamed Rebahi Argelia     | Mohamed Yafi Marruecos Yasin Mudatir Marruecos             |
| –66 kg            | Houd Zourdani Argelia      | Wail Ezin Argelia          | Ahmed Abdulrahman · Egipto · Siyabulela Mabulu · Sudáfrica |
| –73 kg            | Mohamed Mohyeldin · Egipto | Faye Njie Gambia           | Osama Dyedi · Argelia · Omar Mahmud · Egipto               |
| –81 kg            | Mohamed Abdelaal · Egipto  | Abdelaziz Ben Ammar Túnez  | Ali Hazem · Egipto · Saliou Ndiaye · Senegal               |
| –90 kg            | Osama Snusi Túnez          | Dieudonne Dolassem Camerún | Hatem Abdelajer · Egipto · Abderahman Benamadi · Argelia   |
| –100 kg           | Lyès Bouyacoub Argelia     | Ramadan Darwish · Egipto   | Koffi Kreme Kobena Costa de Marfil Baboukar Mane Senegal   |
| +100 kg           | Nayib Temar Argelia        | Maisara Al-Nagar · Egipto  | Mohamed El-Mehdi Lili Argelia Mbagnick Ndiaye Senegal      |
| Categoría abierta | Nayib Temar Argelia        | Mbagnick Ndiaye Senegal    | Dieudonne Dolassem · Camerún · Maisara Al-Nagar · Egipto   |

### Femenino
| Evento            | Oro                        | Plata                         | Bronce                                                              |
| ----------------- | -------------------------- | ----------------------------- | ------------------------------------------------------------------- |
| –48 kg            | Taciana Cesar Guinea-Bisáu | Olfa Saoudi Túnez             | Aziza Chakir Marruecos Philomène Bata Camerún                       |
| –52 kg            | Meriem Moussa Argelia      | Christianne Legentil Mauricio | Faiza Aisahin Argelia Ikram Sukat Marruecos                         |
| –57 kg            | Gofran Jelifi Túnez        | Ratiba Tariket Argelia        | Zouleiha Abzetta Dabonne Costa de Marfil Diassonema Mucungui Angola |
| –63 kg            | Sofia Belatar Marruecos    | Meriem Byaoui Túnez           | Hélène Wezeu Dombeu Camerún Amina Belkadi Argelia                   |
| –70 kg            | Asma Niang Marruecos       | Imen Aguar Argelia            | Nihel Bouchoucha Túnez Souad Belakhal Argelia                       |
| –78 kg            | Kaoutar Oualal Argelia     | Sara Mzougui Túnez            | Georgette Sagna Senegal Audrey Njepang Camerún                      |
| +78 kg            | Sonia Asselah Argelia      | Sahar Trabelsi Túnez          | Monica Sagna Senegal Hortence Atangana Camerún                      |
| Categoría abierta | Hortence Atangana Camerún  | Sonia Asselah Argelia         | Kariman Shafik · Egipto · Monica Sagna · Senegal                    |

## Medallero
| Núm. | País            | Oro | Plata | Bronce | Total |
| ---- | --------------- | --- | ----- | ------ | ----- |
| 1    | Argelia         | 7   | 5     | 6      | 18    |
| 2    | Túnez           | 3   | 5     | 1      | 9     |
| 3    | Egipto          | 2   | 2     | 6      | 10    |
| 4    | Marruecos       | 2   | 0     | 4      | 6     |
| 5    | Camerún         | 1   | 1     | 5      | 7     |
| 6    | Guinea-Bisáu    | 1   | 0     | 0      | 1     |
| 7    | Senegal         | 0   | 1     | 6      | 7     |
| 8    | Gambia          | 0   | 1     | 0      | 1     |
| 8    | Mauricio        | 0   | 1     | 0      | 1     |
| 10   | Costa de Marfil | 0   | 0     | 2      | 2     |
| 11   | Angola          | 0   | 0     | 1      | 1     |
| 11   | Sudáfrica       | 0   | 0     | 1      | 1     |
|      | TOTAL           | 16  | 16    | 32     | 64    |